# Bolívar venezuelano
O bolívar digital é a moeda corrente oficial da Venezuela. Quando foi criada em 1879 pelo Presidente Antonio Guzmán Blanco recebeu o nome de bolívar venezuelano (VEB), em homenagem a Simón Bolívar, que foi o herói da independência latino-americana.
A emissão do bolívar controlada pelo Banco Central da Venezuela (BCV), que faz as moedas e imprime as notas na sua própria casa da moeda.
Em 1 de janeiro de 2008, a moeda foi objeto de reajuste cambial e passou a ser designada oficialmente como bolívar forte (em espanhol, bolívar fuerte, plural: bolívares, ISO 4217: VEF; localmente abreviado como Bs.F), obtida da anterior cortando-se 3 zeros: 1 Bs.F = 1000 Bs. Hoje é a moeda com a maior inflação do mundo por causa da atual crise econômica na Venezuela. Há a previsão que a inflação chegue a 10 000 000% em 2019.
Em 20 de agosto de 2018, a Venezuela eliminou oficialmente cinco zeros da atual moeda, o bolívar forte, dando origem ao bolívar soberano (VES).
A Venezuela passou a ter duas unidades monetárias contabilísticas, o bolívar soberano e o petro, uma criptomoeda venezuelana.
O petro é a unidade contabilística de referência obrigatória para a empresa petrolífera estatal Petróleos de Venezuela SA.
Maduro decretou feriado a 20 de agosto, para que a reconversão monetária pudesse ser feita.
A moeda se desvalorizou ao longo dos anos. Mas o país lutou contra a Hiperinflação e em 2021 a inflação caiu para 1 588,51% e a moeda depois de muito tempo novamente se valorizou.
A maior inflação que a moeda já teve foi em 2018 de acordo Statista (em inglês). Foi de 65 374,08% 

Em 1 de outubro de 2021, o bolívar digital (VED) substituiu o bolívar soberano, através do corte de seis zeros deste último.